# Rabah Slimani
Pour les articles homonymes, voir Slimani.

a Compétitions nationales et continentales officielles uniquement.

b Matchs officiels uniquement.
Dernière mise à jour le 19 juillet 2025.
Rabah Slimani, né le 18 octobre 1989 à Sarcelles (Val-d'Oise), est un joueur international français de rugby à XV jouant au poste de pilier droit au Leinster.
Avec le Stade français Paris, il devient champion de France en 2015 puis remporte le Challenge européen en 2017. Il remporte de nouveau cette compétition avec l'ASM Clermont Auvergne en 2019.

## Biographie

### Jeunesse et formation
Rabah Slimani est d'origine algérienne,,, il découvre le rugby à l'AAS Sarcelles rugby où il fait ses classes et est repéré par le Stade français en cadets. Il rejoint finalement le centre de formation du Stade français.

### Carrière en club

#### Débuts au Stade français (2009-2017)
Rabah Slimani fait ses débuts professionnels en 2009. 
En 2015, il est sacré champion de France avec le Stade français .
Durant la saison 2016-2017, Rabah Slimani joue 25 matchs marquant un essai. Le Stade français se qualifie jusqu'en finale du Challenge européen où il affronte les Anglais de Gloucester. Pour ce match, il est titulaire au en première ligne et son équipe qui s'impose sur le score de 25 à 17,. En championnat, les Parisiens terminent à la septième place et ne qualifient donc pas pour les phases finales. Il s'agit de sa dernière saison à Paris.

#### Départ à l'ASM Clermont (2017-2024)

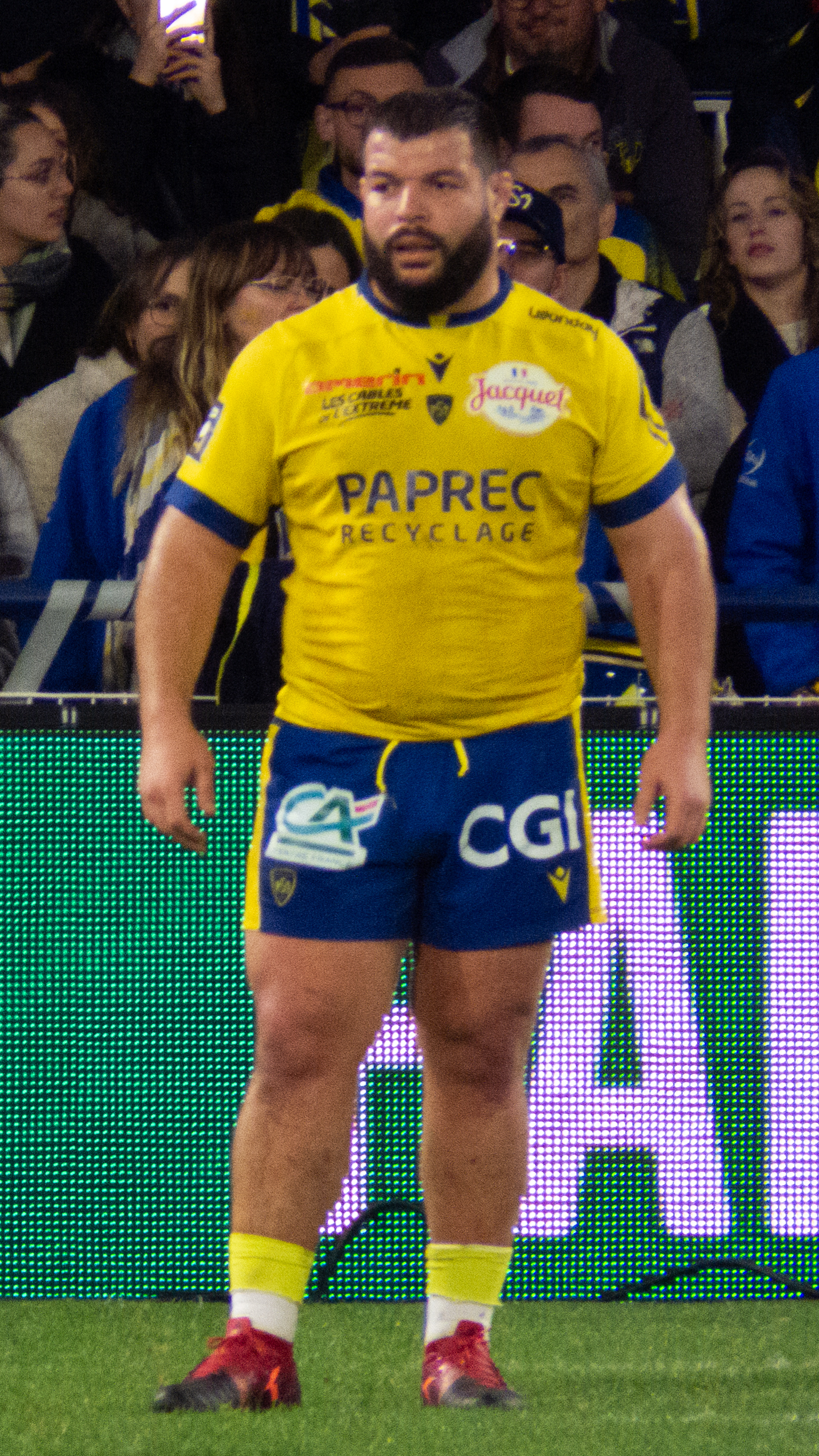
Rabah Slimani sous le maillot clermontois pendant la saison 2023-2024.

À partir de la saison 2017-2018, il rejoint l'ASM Clermont Auvergne qui vient d'être sacré champion de France, pour une durée de trois saisons et une en option.
Pendant la saison 2018-2019, il prolonge son contrat de trois saisons en février, puis il remporte son deuxième Challenge européen contre le Stade rochelais en finale.
Alors qu'il est fin de contrat à la fin de la saison 2022-2023, il prolonge son contrat d'une saison en décembre.
Durant la saison 2023-2024, il participe à trente-deux des trente-trois rencontres que son club dispute, faisant de lui le joueur ayant disputé le plus de rencontres avec l'ASM Clermont durant la saison. En juin 2024, son entraîneur Christophe Urios annonce qu'il n'est pas conservé par le club clermontois car ce dernier lui proposait une reconversion en tant qu'entraîneur mais Rabah Slimani souhaite continuer à jouer et la province irlandaise du Leinster lui propose une offre plus importante que celle de l'ASM Clermont.

#### Fin de carrière en Irlande au Leinster (depuis 2024)
De ce fait, le mois suivant, il est annoncé qu'il rejoint le Leinster à partir de la saison 2024-2025, où il remplace numériquement Michael Alaalatoa qui rejoint l'ASM Clermont, et devient le premier joueur français de la province. Pour sa première saison en Irlande, il remporte la finale du United Rugby Championship en battant les Sud-Africains des Bulls sur le score de 32 à 7.

### Carrière internationale
Rabah Slimani compte 12 capes en équipe de France des moins de 20 ans. En 2010, il est sélectionné en équipe de France A pour participer à la Churchill Cup. La sélection termine à la troisième place de la compétition.
En juin 2012, il participe à la tournée des Barbarians français au Japon pour jouer deux matchs contre l'équipe nationale nippone à Tokyo. Les Baa-Baas l'emportent 40 à 21 puis 51 à 18.
En septembre 2013, il est sélectionné pour la première fois de sa carrière en équipe de France par Philippe Saint-André pour le stage de préparation à la tournée d'automne. Il est alors décrit par son sélectionneur comme l'un des grands espoirs à son poste pour l'équipe de France. Il obtient ensuite sa première sélection deux mois plus tard, le 9 novembre 2013 face à la Nouvelle-Zélande.
Le 19 mai 2015, le sélectionneur des Bleus, Philippe Saint-André, l'appelle dans sa liste des 36 joueurs en vue du prochain Mondial. Il y gagne sa place de titulaire en pilier droit. Il inscrit deux essais contre le Canada et l'Italie, et finit le Mondial meilleur marqueur d'essai de l'équipe de France avec Wesley Fofana et Sofiane Guitoune[réf. souhaitée].
Après avoir raté le Tournoi des Six Nations 2019 sur blessure, il est sélectionné pour sa deuxième Coupe du monde en 2019.

### Autres activités
À partir du 7 janvier 2019, il est membre du comité directeur de Provale, le syndicat national des joueurs de rugby professionnels. D'après les informations du Midi olympique, il décide de se retirer avec Jérôme Fillol, Arthur Coville et Laurent Sempéré à la fin de l'année 2021 en raison de profonds désaccords avec la gouvernance et la gestion humaine du président Robins Tchale-Watchou.

## Style de jeu
Le point fort de Rabah Slimani est sa tenue en mêlée fermée, considérée[Par qui ?] comme l'une des toutes meilleures du Top 14. Très peu pénalisé dans cet exercice, il prend régulièrement l'ascendant sur son vis-à-vis dans l'épreuve de force, poussant ce dernier à reculer, quand il n'est pas sanctionné par la poussée du droitier Clermontois. Slimani est ainsi décrit comme un artisan majeur de la puissante mêlée parisienne, une des clés du titre parisien de 2015. Il est également réputé pour sa mobilité et son activité dans le jeu courant, se montrant précieux dans les regroupements et les rucks,.

## Statistiques

### Internationales

#### Équipe de France des moins de 20 ans
Rabah Slimani a disputé 12 matchs avec l'équipe de France des moins de 20 ans en deux saisons, prenant part à une édition du Tournoi des Six Nations des moins de 20 ans en 2009 et à deux éditions du championnat du monde junior en 2008 et 2009. Il inscrit un total de deux essais, soit dix points.

#### XV de France
Rabah Slimani compte 59 capes avec l'équipe de France et a inscrit quatre essais avec celle-ci,. Il obtient sa première sélection le 9 novembre 2013 contre l'équipe de Nouvelle-Zélande.
Rabah Slimani dispute cinq éditions du Tournoi des Six Nations, en 2014, 2015, 2016, 2017 et 2018.
Il participe à deux éditions de la Coupe du monde. En 2015, il participe à quatre rencontres, face à l'Italie, le Canada, l'Irlande et la Nouvelle-Zélande. Il inscrit deux essais lors de cette compétition.
En 2019, il est titulaire lors du match d'ouverture.

##### Tournoi des Six Nations
| Édition          | Rang | Résultats France | Résultats Slimani | Matchs Slimani |
| ---------------- | ---- | ---------------- | ----------------- | -------------- |
| Six Nations 2014 | 4    | 3 v, 0 n, 2 d    | 3 v, 0 n, 1 d     | 4/5            |
| Six Nations 2015 | 4    | 2 v, 0 n, 3 d    | 2 v, 0 n, 3 d     | 5/5            |
| Six Nations 2016 | 5    | 2 v, 0 n, 3 d    | 2 v, 0 n, 3 d     | 5/5            |
| Six Nations 2017 | 3    | 3 v, 0 n, 2 d    | 3 v, 0 n, 2 d     | 5/5            |
| Six Nations 2018 | 4    | 2 v, 0 n, 3 d    | 2 v, 0 n, 3 d     | 5/5            |

Légende : v = victoire ; n = match nul ; d = défaite ; la ligne est en gras quand il y a Grand Chelem.

##### Coupe du monde
| Édition         | Rang               | Résultats France | Résultats R.Slimani | Matchs R.Slimani |
| --------------- | ------------------ | ---------------- | ------------------- | ---------------- |
| Angleterre 2015 | Quart de finaliste | 3 v, 0 n, 2 d    | 2 v, 0 n, 2 d       | 4/5              |
| Japon 2019      | Quart de finaliste | 3 v, 0 n, 1 d    | 3 v, 0 n, 1 d       | 4/4              |

Légende : v = victoire ; n = match nul ; d = défaite.

#### Liste des essais
| Numéro | Date              | Lieu                      | Adversaire | Compétition             | Résultat | Score |
| ------ | ----------------- | ------------------------- | ---------- | ----------------------- | -------- | ----- |
| 1      | 19 septembre 2015 | Twickenham, Londres       | Italie     | Coupe du monde          | Victoire | 32-10 |
| 2      | 1er octobre 2015  | Stadium MK, Milton Keynes | Canada     | Coupe du monde          | Victoire | 41-18 |
| 3      | 4 février 2017    | Twickenham, Londres       | Angleterre | Tournoi des Six Nations | Défaite  | 19-16 |
| 4      | 25 novembre 2017  | U Arena, Nanterre         | Japon      | Test match              | Nul      | 23-23 |

## Palmarès

### En club
- Stade français Paris

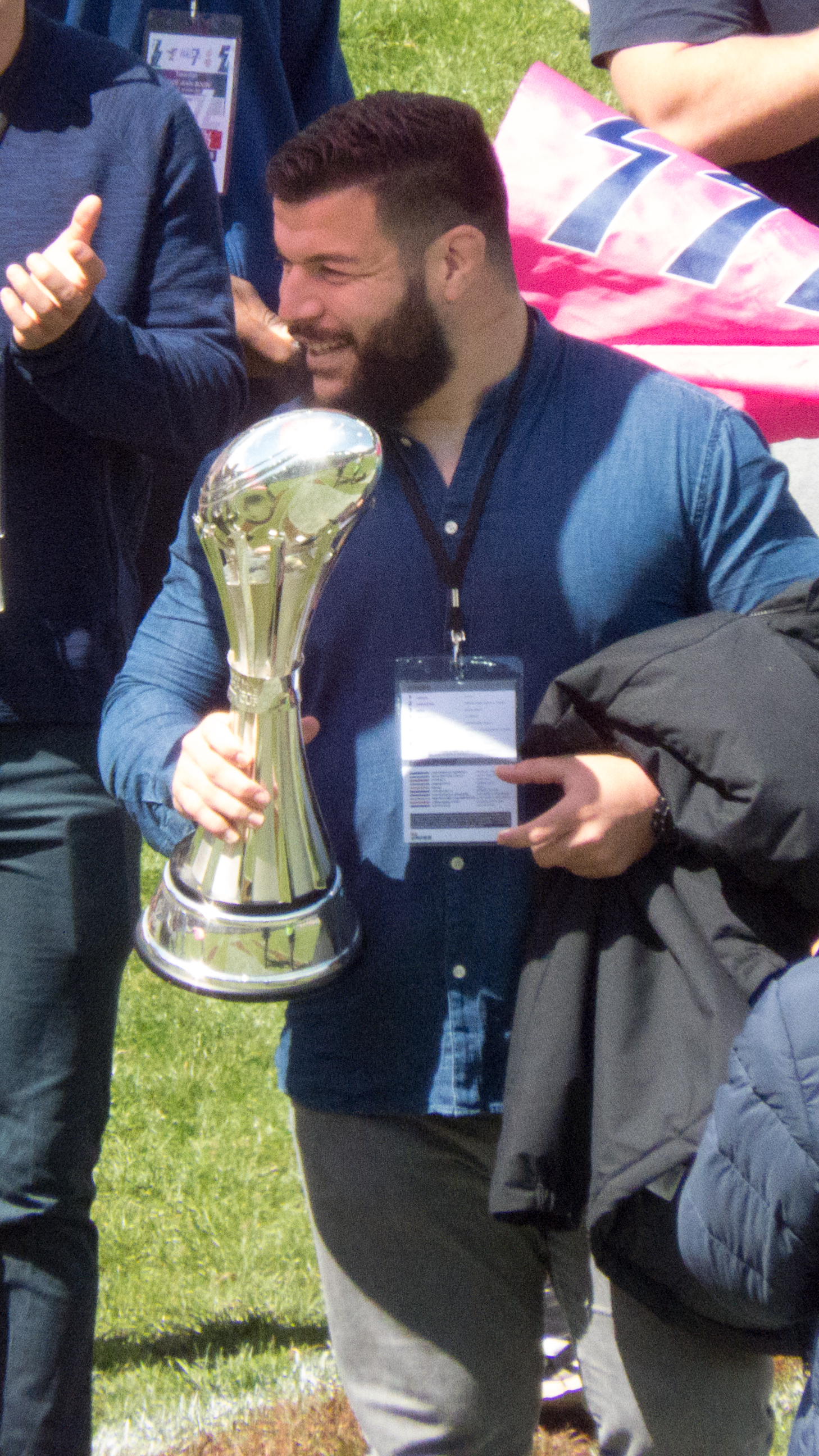
Rabah Slimani avec le trophée du Challenge européen en 2017.

  - Finaliste du Challenge européen en 2011 et 2013.
  - Vainqueur du Championnat de France en 2015.
  - Vainqueur du Challenge européen en 2017.

- ASM Clermont Auvergne
  - Vainqueur du Challenge européen en 2019.
  - Finaliste du Championnat de France en 2019.
- Leinster
  - Vainqueur du United Rugby Championship en 2025.

### En équipe nationale
- France -20
  - Vainqueur du Tournoi des Six Nations des moins de 20 ans en 2009.

### Distinctions personnelles
- Meilleur pilier droit de la saison 2013-2014 du Top 14 selon la rédaction de L'Équipe[30].
- Meilleur pilier droit de la saison 2014-2015 du Top 14 selon Rugbyrama[31].